# Залив Холла
Залив Холла — залив в Северном Ледовитом океане, между островами Гренландия (Дания) и Элсмир (Канада). Расположен в северной части пролива Нэрса. К северу от залива Холла находится пролив Робсона, а к югу — пролив Кеннеди.
Назван в честь американского полярного исследователя Чарльза Френсиса Холла.